# Bobrovití
Bobrovití (Castoridae) je čeleď hlodavců z podřádu Castorimorpha, kam patří i pytlonošovití a pytloušovití. Zahrnuje jeden recentní rod s dvěma druhy žijícími v Severní Americe, Evropě a Asii.

## Taxonomie
Známé jsou tyto rody:
rod Castor – bobr
- druh Castor canadensis – bobr kanadský
- druh Castor fiber – bobr evropský
- druh †Castor issiodorensis

rod †Castoroides
- druh †Castoroides leiseyorum
- druh †Castoroides ohioensis

rod †Trogontherium
- druh †Trogontherium cuvieri

## Vzhled
Zástupci čeledi bobrovití jsou jedni z nejmohutnějších hlodavců. Jejich tělo měří 600–800 mm; ocas 250–450 mm. Váží obvykle 12–25 kg. Jejich kůže je leskle hnědá, na břiše může být světlejší. Na zadních nohách má mezi prsty silnou plovací blánu.
Má mohutné čelisti a v nich celkem 20 zubů. Nejvýraznější z nich jsou dva oranžové dolní řezáky, které používá ke kácení stromů a keřů.

## Způsob života

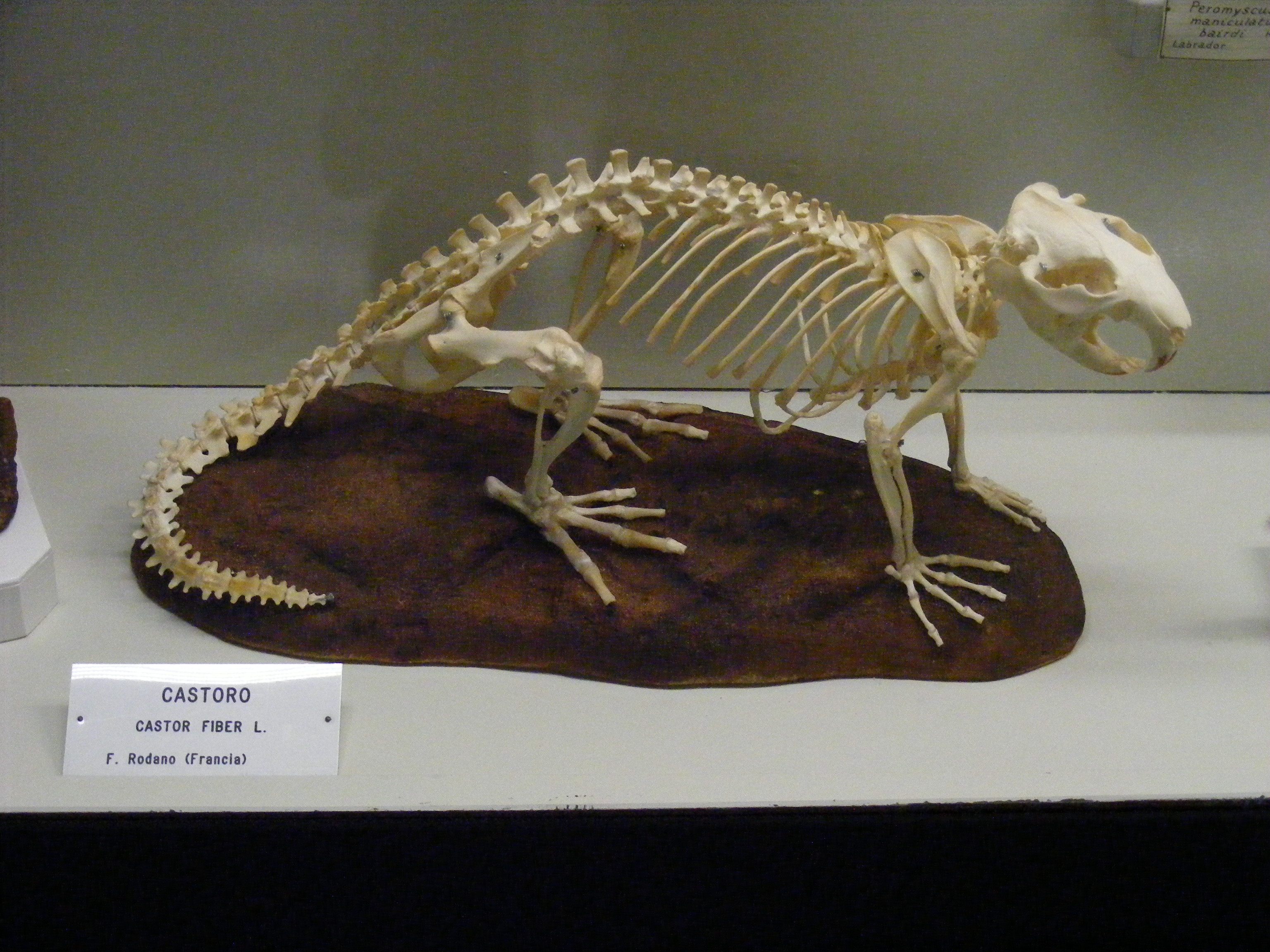
Bobří kostra

Svá díla – tzv. bobří hrady – která mohou mít až 10 m v průměru, si staví na říčkách a v tůních. Aby měli u těchto staveb dostatečně velkou a hlubokou vodní nádrž, staví bobří hráze, kterými zahrazují vodní toky, a vytvářejí tak přehrady.

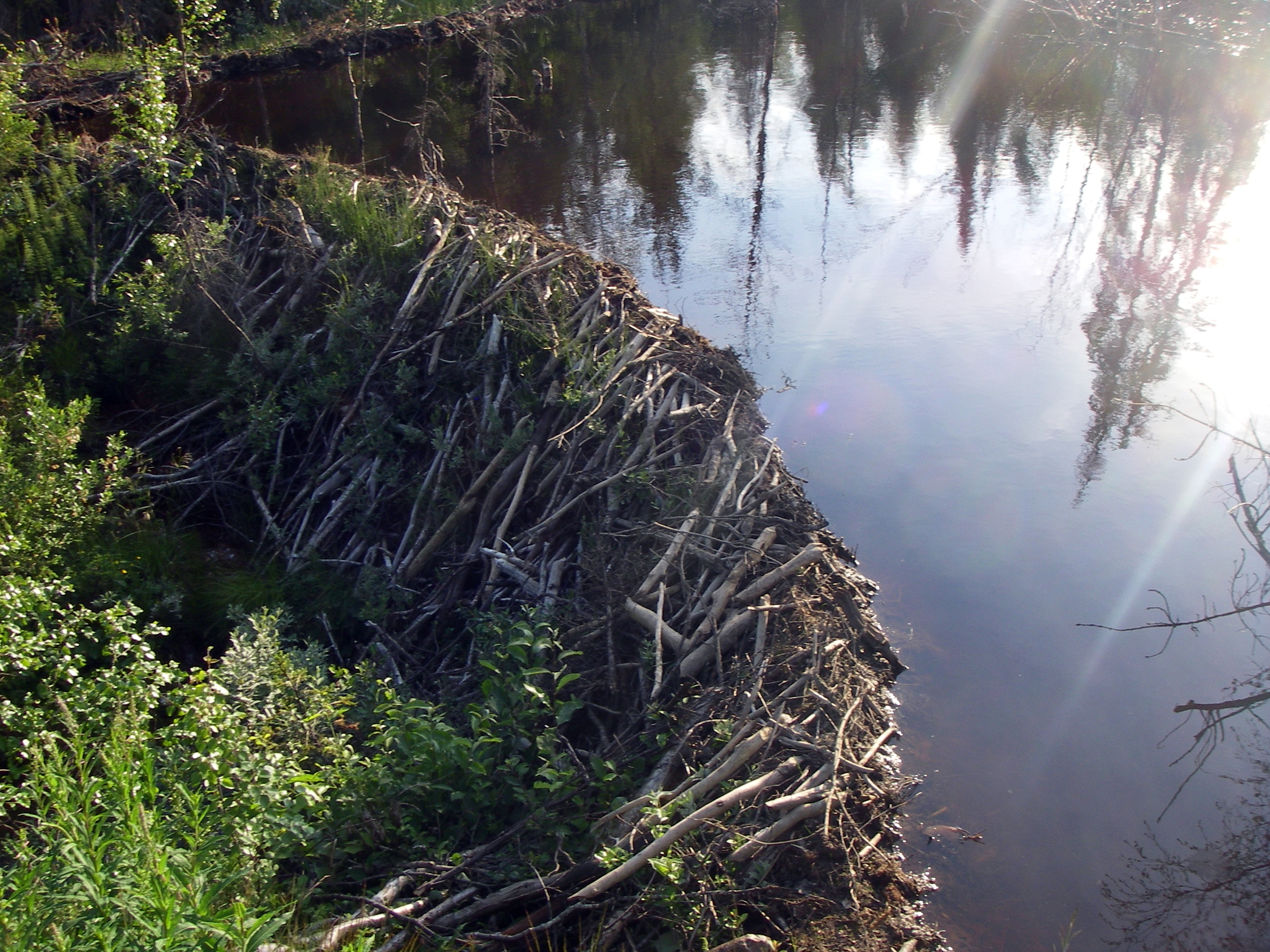
Bobří hráz ve Švédsku

Bobři jsou převážně noční zvířata. Jsou aktivní celý rok a neupadají tedy do zimního spánku. Žijí monogamně v kolonií zahrnujících obvykle rodičovský pár a nedospělá mláďata.
Od dubna do června rodí obvykle od 2 do 4 mláďat. Ta jsou již ochlupená a mají otevřené oči. Samice je kojí průměrně 3 měsíce; pohlavně dospívají ve věku 1,5 – 2 roky, kdy odcházejí z hnízda. Maximální věk se udává různě od 24 do 50 let.

### Potrava
Bobři se živí kůrou a lýkem listnatých stromů a keřů, jejich větvemi a kořeny. Na jaře a v létě konzumují i některé byliny. Na zimu si vytvářejí zásoby – potravu si uschovávají pod vodou blízko svého hnízda.
Stromy kácí svými dolními řezáky; horní při tom slouží jako páka. Jsou schopni porazit strom o průměru 1 m, i když běžně kácí stromy jen čtvrtinové.